# HBV husbyggnadsvaror

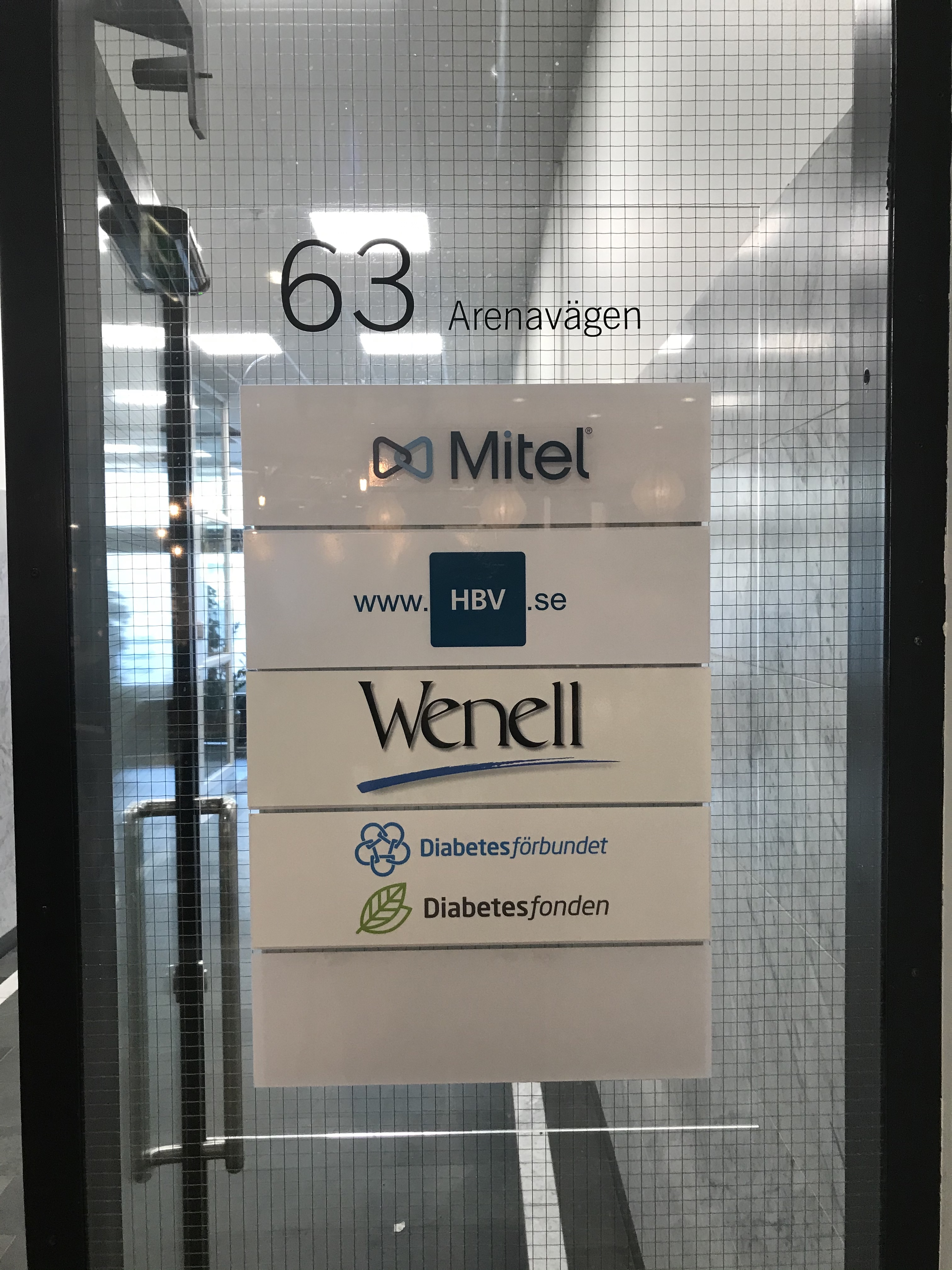
Entrén till HBV från Globen Shopping

HBV är en förkortning av Husbyggnadsvaror HBV Förening. HBV är inköpsfunktion åt Sveriges allmännyttiga bostadsbolag. HBV genomför samordnade upphandlingar för varor och tjänster kopplade till byggnation, renovering och förvaltning av fastigheter. Med drygt 180 ramavtal hjälper HBV dagligen sina medlemmar att förvalta och utveckla boendet för sina hyresgäster.  HBV är en ekonomisk förening som bildades 1952 och ägs av sina drygt 400 medlemmar som tillsammans äger och förvaltar ca 900 000 allmännyttiga lägenheter från norr till söder i Sverige. Föreningen är nära knuten till Sveriges Allmännytta.
HBV:s övergripande uppgift att främja medlemmarnas ekonomiska intressen genom att tillhandahålla ramavtal av fastighetsnära varor och tjänster som är korrekt upphandlade enligt LOU. Omsättningen för ramavtalen är ca 4 miljarder per år (2024). HBV genomför även samordnade och skräddarsydda upphandlingar på konsultbasis till sina medlemmar.
Huvudkontoret är beläget på Arenavägen 63 i Johanneshov i Stockholm med entré inifrån Globen Shopping, men HBV har även kontor i Kungsbacka, Linköping, Löddeköpinge, Malmö och Piteå. Det arbetar drygt 50 personer på HBV och verkställande direktör är Johan Almesjö.
HBV är medlemmar i Sustainable Innovation - SUST